# In amore vince chi rischia
In amore vince chi rischia è un romanzo dell'autrice italiana Anna Premoli, pubblicato nel 2023 da Newton Compton.

## Trama
Rebecca è un avvocato single di New York, qualche storia ma nulla di serio. Una sera scatta l'allarme antincendio ma lei, impegnata in un bagno rigenerante lo ignora. Alla sua porta suona quindi Neil, un pompiere che la invita a sgombrare l'appartamento. Al rifiuto della donna, lui se la carica in spalla e la porta in strada, mezza svestita. 
Da questo punto in poi Neil farà di tutto per far cedere Rebecca e conquistare il suo cuore. 
Ma Rebecca è bloccata, ha perso il padre poliziotto ed ha paura a legarsi a chi mette a repentaglio la propria vita per salvare gli altri.

## Edizioni
- Anna Premoli, In amore vince chi rischia, collana È solo una storia d'amore, Roma, Newton Compton, 30 maggio 2023, ISBN 8822774817, OCLC 1382733226.